# Brittiska Västafrika

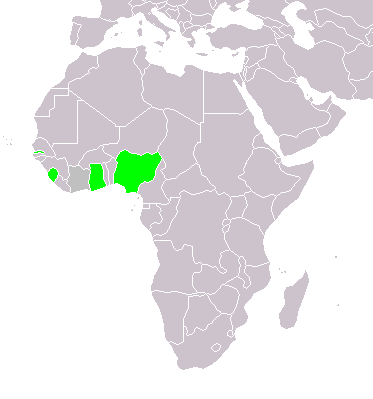
Karta över ingående besittningar i Brittiska Västafrika.

Brittiska Västafrika var under kolonialtiden en sammanfattande benämning på de brittiska besittningarna i västra Afrika; Gambia, Guldkusten, Brittiska Togoland och norra Nigeria. Efter första världskriget inkluderade de tidigare tyska kolonierna i Togo, Nigeria och en del av Kamerun som mandatområden. Brittiska Västafrika hade ingen gemensam förvaltning, däremot en egen flagga och ett gemensamt myntväsen.